# Štefanov nad Oravou
Štefanov nad Oravou (Hongaars: Stepanó) is een Slowaakse gemeente in de regio Žilina, en maakt deel uit van het district Tvrdošín.
Štefanov nad Oravou telt 656 inwoners.